# Allenatori del Football Club Internazionale Milano
Qui di seguito sono riportati gli allenatori del Football Club Internazionale Milano, società calcistica italiana per azioni con sede a Milano.

## Storia
Sono 73 gli allenatori che hanno assunto la guida tecnica dell'Inter, cinque dei quali come allenatore-dirigente e due che hanno ricoperto sia l'incarico di allenatore semplice che di allenatore-dirigente. Il primo tesserato nerazzurro che svolse compiti assimilabili a quelli di un allenatore fu Virgilio Fossati, in virtù del ruolo di capitano della squadra,, mentre il primo allenatore professionista ingaggiato dal club fu il britannico Bob Spottiswood, il quale guidò i nerazzurri dal 1922 al 1924.

Virgilio Fossati, primo allenatore dell'Inter nonché primo a conquistare il titolo nazionale alla guida del club.

Il tecnico che è rimasto più a lungo in carica è l'argentino Helenio Herrera, il quale ha guidato la squadra per nove stagioni, di cui otto consecutive dal 1960 al 1968; ancora oggi la sua lunga militanza sulla panchina nerazzurra rappresenta un record per un allenatore straniero nel calcio italiano. Nel corso della sua esperienza interista, il Mago è riuscito a conquistare tre campionati (1962-1963, 1964-1965 e 1965-1966, quest'ultimo ricordato per la conquista della prima Stella), due Coppe dei Campioni consecutive (1963-1964 e 1964-1965, record italiano alla pari del Milan) e due Coppe Intercontinentali anch'esse consecutive (1964 e 1965, altro record italiano condiviso con il Milan). Inoltre, il tecnico argentino detiene due importanti primati nella storia del club, in particolare quello per il maggior numero di partite ufficiali disputate (366) e quello per il maggior numero di trofei vinti (7). Herrera condivide quest'ultimo record con Roberto Mancini, allenatore del club dal 2004 al 2008 e di nuovo dal 2014 al 2016; il tecnico jesino è finora l'unico ad aver vinto tre scudetti consecutivi con l'Inter (2005-2006, 2006-2007 e 2007-2008), oltre a due Coppe Italia (2004-2005 e 2005-2006) e due Supercoppe italiane (2005 e 2006).
Entra di diritto nella storia della società nerazzurra anche José Mourinho, capace di conquistare la Champions League (2009-2010) a quarantacinque anni di distanza dall'ultima volta. Complessivamente, in due anni sulla panchina dell'Inter, lo Special One ha vinto, oltre alla Champions League, due scudetti (2008-2009 e 2009-2010), una Coppa Italia (2009-2010) e una Supercoppa italiana (2008). Sotto la sua guida, nella stagione 2009-2010, la Beneamata è diventata la prima squadra italiana (la sesta in Europa) a centrare il cosiddetto treble (campionato, Coppa nazionale e Champions League). Menzione particolare per il suo successore, lo spagnolo Rafael Benítez, che ha guidato l'Inter alle conseguenti vittorie in Supercoppa italiana (2010) e soprattutto nella Coppa del mondo per club (2010) riportando i nerazzurri sul tetto del mondo dopo quarantacinque anni.
Da sottolineare sono i cinque anni trascorsi sulla panchina nerazzurra da Giovanni Trapattoni, artefice del cosiddetto Scudetto dei record nella stagione 1988-1989 e tecnico dei primi trionfi in Supercoppa italiana (1989) e Coppa UEFA (1990-1991). In campo europeo vanno altresì ricordati i successi in Coppa UEFA di Gianpiero Marini (1993-1994) e di Luigi Simoni (1997-1998). Allenatori di successo sono stati anche Armando Castellazzi, il più giovane in assoluto a laurearsi campione d'Italia nella Serie A a girone unico (nel 1937-1938, a soli trentatré anni), l'austriaco Tony Cargnelli (una Coppa Italia nel 1938-1939 e un campionato nel 1939-1940), Alfredo Foni (due scudetti consecutivi nel 1952-1953 e 1953-1954), Giovanni Invernizzi (artefice della rimonta-scudetto nel 1970-1971), Eugenio Bersellini (un campionato nel 1979-1980 e due Coppe Italia nel 1977-1978 e 1981-1982), il brasiliano Leonardo (una Coppa Italia nel 2010-2011) e Antonio Conte (un campionato nel 2020-2021).

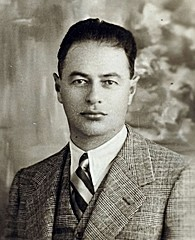
Árpád Weisz, vincitore del primo campionato italiano a girone unico e secondo allenatore straniero nella storia del club.

Non si può non menzionare Simone Inzaghi, tecnico del club meneghino dal 2021 al 2025, terzo nella storia del club per numero di trofei vinti (6): tre Supercoppe italiane consecutive (record alla pari del Milan) dal 2021 al 2023, due Coppe Italia (2021-2022 e 2022-2023) e un campionato nel 2023-2024, quest'ultimo ricordato per il traguardo storico della seconda Stella, 58 anni dopo la conquista della prima.
Una citazione a parte merita Árpád Weisz, vincitore del primo campionato giocato a girone unico, l'attuale Serie A, nel 1929-1930. Di origini ebraiche, fu vittima delle leggi razziali in Italia e morì anni dopo per mano nazista. Prima di Herrera era stato primatista per partite disputate e vittorie e, durante il suo periodo di permanenza a Milano, aveva lanciato Giuseppe Meazza.
Sono stati sia calciatori che allenatori dell'Inter (in ordine cronologico): Virgilio Fossati, Paolo Scheidler, József Viola, Árpád Weisz, Armando Castellazzi, Giuseppe Peruchetti, Italo Zamberletti, Giovanni Ferrari, Giuseppe Meazza, Aldo Campatelli, Annibale Frossi, Luigi Ferrero, Camillo Achilli, Giovanni Invernizzi, Enea Masiero, Luis Suárez, Mario Corso, Gianpiero Marini, Marco Tardelli e Christian Chivu.

## Elenco cronologico degli allenatori
Di seguito l'elenco di allenatori dell'Inter dall'anno della fondazione ed i relativi trofei vinti.
- 1908-1909 Carica vacante
- 1909-1915  Virgilio Fossati
- 1915-1919 Carica vacante
- 1919-1920  Francesco Mauro &  Nino Resegotti
- 1920-1922 Carica vacante
- 1922-1924  Bob Spottiswood
- 1924-1926  Paolo Scheidler
- 1926-1928  Árpád Weisz
- 1928-1929  József Viola
- 1929-1931  Árpád Weisz
- 1931-1932  István Tóth
- 1932-1934  Árpád Weisz
- 1934-1935  Gyula Feldmann
- 1935-1936  Gyula Feldmann (1ª-30ª) &  Albino Carraro (DS) (26ª-30ª)
- 1936-1938  Armando Castellazzi
- 1938-1940  Tony Cargnelli
- 1940-1941  Giuseppe Peruchetti &  Italo Zamberletti
- 1941-1942  Ivo Fiorentini (1ª-24ª)
 Ferenc Molnár (25ª-30ª)
- 1942-1944  Giovanni Ferrari
- 1944-1945 Carica vacante
- 1945-1946  Carlo Carcano
- 1946-1947  Carlo Carcano (1ª-15ª)
 Giuseppe Meazza &  Nino Nutrizio (DT) (16ª-38ª)
- 1947-1948  Giuseppe Meazza (1ª-26ª)
 Carlo Carcano (27ª-34ª)
 David John Astley (35ª-42ª)
- 1948-1949  David John Astley &  Giulio Cappelli (DT) (24ª-38ª)
- 1949-1950  Mariano Tansini & Giulio Cappelli (DT)
- 1950-1951  Aldo Olivieri & Giulio Cappelli (DT) (1ª-8ª)
- 1951-1952  Aldo Olivieri & Carlo Davies (DT)
- 1952-1955  Alfredo Foni
- 1955-1956  Aldo Campatelli (1ª-12ª)
 Giuseppe Meazza (13ª-34ª)

- 1956-1957  Luigi Ferrero (1ª-24ª) & Annibale Frossi (DT) (1ª-19ª)
 Annibale Frossi (25ª-30ª)
 Giuseppe Meazza (31ª-34ª)
- 1957-1958  Jesse Carver
- 1958-1959  Giuseppe Bigogno (1ª-22ª)
 Frank Pedersen &  Aldo Campatelli (consulente) (23ª-34ª)
- 1959-1960  Aldo Campatelli (1ª-23ª)
 Camillo Achilli (24ª-34ª) & Giulio Cappelli (consulente) (27ª-34ª)
- 1960-1968  Helenio Herrera
- 1968-1969  Alfredo Foni
- 1969-1970  Heriberto Herrera
- 1970-1971  Heriberto Herrera (1ª-5ª)
 Giovanni Invernizzi (6ª-30ª)
- 1971-1972  Giovanni Invernizzi
- 1972-1973  Giovanni Invernizzi (1ª-23ª)
 Enea Masiero (24ª-30ª)
- 1973-1974  Helenio Herrera (1ª-16ª)
 Enea Masiero (17ª-30ª)
- 1974-1975  Luis Suárez
- 1975-1977  Giuseppe Chiappella
- 1977-1982  Eugenio Bersellini
- 1982-1983  Rino Marchesi
- 1983-1984  Luigi Radice
- 1984-1985  Ilario Castagner
- 1985-1986  Ilario Castagner (1ª-10ª)
 Mario Corso (11ª-30ª)
- 1986-1991  Giovanni Trapattoni
- 1991-1992  Corrado Orrico (1ª-17ª)
 Luis Suárez (18ª-34ª)
- 1992-1993  Osvaldo Bagnoli
- 1993-1994  Osvaldo Bagnoli (1ª-22ª)
 Gianpiero Marini (23ª-34ª)
- 1994-1995  Ottavio Bianchi
- 1995-1996  Ottavio Bianchi (1ª-4ª)
 Luis Suárez (5ª-6ª)
 Giovanni Ardemagni &  Roy Hodgson (DT) (7ª-34ª)

- 1996-1997  Giovanni Ardemagni &  Roy Hodgson (DT) (1ª-32ª)
 Luciano Castellini (33ª-34ª)
- 1997-1998  Luigi Simoni
- 1998-1999  Luigi Simoni (1ª-11ª)
 Mircea Lucescu (12ª-26ª)
 Luciano Castellini (27ª-30ª)
 Roy Hodgson (31ª-34ª)
- 1999-2000  Marcello Lippi
- 2000-2001  Marcello Lippi (1ª)
 Marco Tardelli (2ª-34ª)
- 2001-2003  Héctor Cúper
- 2003-2004  Héctor Cúper (1ª-6ª)
 Corrado Verdelli
 Alberto Zaccheroni (7ª-34ª)
- 2004-2008  Roberto Mancini
- 2008-2010  José Mourinho
- 2010-2011  Rafael Benítez (1ª-15ª)  
 Leonardo (16ª-38ª)
- 2011-2012  Gian Piero Gasperini (2ª-4ª)
 Claudio Ranieri (1ª, 5ª-29ª[N 1])
 Andrea Stramaccioni (30ª-38ª)
- 2012-2013  Andrea Stramaccioni
- 2013-2014  Walter Mazzarri
- 2014-2015  Walter Mazzarri (1ª-11ª)
 Roberto Mancini (12ª-38ª)
- 2015-2016  Roberto Mancini
- 2016-2017  Frank de Boer (1ª-11ª)
 Stefano Vecchi (12ª)
 Stefano Pioli (13ª-35ª)
 Stefano Vecchi (36ª-38ª)
- 2017-2019  Luciano Spalletti
- 2019-2021  Antonio Conte
- 2021-2025  Simone Inzaghi
- 2025-  Cristian Chivu

## Statistiche
I dati, aggiornati al 30 giugno 2025, includono tutte le partite ufficiali.
| Nome                 | Nazionalità | Stagioni | Periodo/i                       | G   | V   | N  | P  | % V   | Note     |
| -------------------- | ----------- | -------- | ------------------------------- | --- | --- | -- | -- | ----- | -------- |
| Camillo Achilli      | Italia      | 1        | 1959-1960                       | 12  | 4   | 3  | 5  | 33,33 |          |
| Giovanni Ardemagni   | Italia      | 2        | 1995-1997                       | 86  | 38  | 25 | 23 | 44,18 | [ N 3 ]  |
| David John Astley    | Galles      | 2        | 1948-1949                       | 45  | 26  | 11 | 8  | 57,77 | [ N 4 ]  |
| Osvaldo Bagnoli      | Italia      | 2        | 1992-1994                       | 74  | 36  | 24 | 14 | 48,64 |          |
| Rafael Benítez       | Spagna      | 1        | 2010-2011                       | 25  | 12  | 6  | 7  | 48,00 |          |
| Eugenio Bersellini   | Italia      | 5        | 1977-1982                       | 207 | 91  | 77 | 39 | 43,96 |          |
| Ottavio Bianchi      | Italia      | 2        | 1994-1996                       | 50  | 22  | 12 | 16 | 44,00 |          |
| Giuseppe Bigogno     | Italia      | 1        | 1958-1959                       | 26  | 16  | 5  | 5  | 61,53 |          |
| Aldo Campatelli      | Italia      | 3        | 1955-1956, 1958-1960            | 54  | 27  | 12 | 15 | 50,00 | [ N 5 ]  |
| Giulio Cappelli      | Italia      | 4        | 1948-1951, 1959-1960            | 70  | 41  | 15 | 14 | 58,57 | [ N 6 ]  |
| Carlo Carcano        | Italia      | 3        | 1945-1948                       | 63  | 26  | 15 | 22 | 41,26 |          |
| Tony Cargnelli       | Austria     | 2        | 1938-1940                       | 69  | 40  | 14 | 15 | 57,97 |          |
| Albino Carraro       | Italia      | 1        | 1935-1936                       | 12  | 7   | 1  | 4  | 58,33 |          |
| Jesse Carver         | Inghilterra | 1        | 1957-1958                       | 40  | 13  | 13 | 14 | 32,50 |          |
| Ilario Castagner     | Italia      | 2        | 1984-1986                       | 70  | 36  | 20 | 14 | 51,42 |          |
| Armando Castellazzi  | Italia      | 2        | 1936-1938                       | 72  | 33  | 23 | 16 | 45,83 |          |
| Luciano Castellini   | Italia      | 2        | 1996-1997, 1998-1999            | 6   | 2   | 2  | 2  | 33,33 |          |
| Giuseppe Chiappella  | Italia      | 2        | 1975-1977                       | 83  | 38  | 27 | 18 | 45,78 |          |
| Cristian Chivu       | Romania     | 1        | 2025-                           | 4   | 2   | 1  | 1  | 50,00 |          |
| Antonio Conte        | Italia      | 2        | 2019-2021                       | 102 | 64  | 23 | 15 | 62,75 |          |
| Mario Corso          | Italia      | 1        | 1985-1986                       | 30  | 13  | 7  | 10 | 43,33 |          |
| Héctor Cúper         | Argentina   | 3        | 2001-2004                       | 110 | 57  | 31 | 22 | 51,81 |          |
| Carlo Davies         | Italia      | 1        | 1951-1952                       | 38  | 21  | 7  | 10 | 55,26 | [ N 7 ]  |
| Frank de Boer        | Paesi Bassi | 1        | 2016-2017                       | 14  | 5   | 2  | 7  | 35,71 |          |
| Gyula Feldmann       | Ungheria    | 2        | 1934-1936                       | 58  | 26  | 19 | 13 | 44,82 |          |
| Giovanni Ferrari     | Italia      | 1        | 1942-1943                       | 31  | 15  | 4  | 12 | 48,38 | [ N 8 ]  |
| Luigi Ferrero        | Italia      | 1        | 1956-1957                       | 24  | 8   | 11 | 5  | 33,33 | [ N 9 ]  |
| Ivo Fiorentini       | Italia      | 1        | 1941-1942                       | 25  | 7   | 9  | 9  | 28,00 |          |
| Alfredo Foni         | Italia      | 4        | 1952-1955, 1968-1969            | 135 | 66  | 41 | 28 | 48,88 |          |
| Virgilio Fossati     | Italia      | 7        | 1909-1915                       | 112 | 69  | 9  | 34 | 61,60 | [ N 10 ] |
| Annibale Frossi      | Italia      | 1        | 1956-1957                       | 25  | 8   | 12 | 5  | 32,00 | [ N 11 ] |
| Gian Piero Gasperini | Italia      | 1        | 2011-2012                       | 5   | 0   | 1  | 4  | 0,00  |          |
| Helenio Herrera      | Argentina   | 9        | 1960-1968, 1973-1974            | 366 | 205 | 93 | 68 | 56,01 |          |
| Heriberto Herrera    | Paraguay    | 2        | 1969-1971                       | 56  | 27  | 15 | 14 | 48,21 |          |
| Roy Hodgson          | Inghilterra | 3        | 1995-1997, 1998-1999            | 89  | 40  | 26 | 23 | 44,94 | [ N 12 ] |
| Giovanni Invernizzi  | Italia      | 3        | 1970-1973                       | 107 | 56  | 28 | 23 | 52,33 |          |
| Simone Inzaghi       | Italia      | 4        | 2021-2025                       | 217 | 141 | 41 | 35 | 64,98 |          |
| Leonardo             | Brasile     | 1        | 2010-2011                       | 32  | 21  | 4  | 7  | 65,62 |          |
| Marcello Lippi       | Italia      | 2        | 1999-2001                       | 50  | 25  | 11 | 14 | 50,00 |          |
| Mircea Lucescu       | Romania     | 1        | 1998-1999                       | 22  | 7   | 5  | 10 | 31,81 |          |
| Roberto Mancini      | Italia      | 6        | 2004-2008, 2014-2016            | 303 | 176 | 78 | 49 | 58,08 |          |
| Rino Marchesi        | Italia      | 1        | 1982-1983                       | 47  | 20  | 17 | 10 | 42,55 |          |
| Gianpiero Marini     | Italia      | 1        | 1993-1994                       | 18  | 6   | 2  | 10 | 33,33 |          |
| Enea Masiero         | Italia      | 2        | 1972-1974                       | 32  | 16  | 8  | 8  | 50,00 |          |
| Francesco Mauro      | Italia      | 1        | 1919-1920                       | 23  | 17  | 5  | 1  | 73,91 | [ N 13 ] |
| Walter Mazzarri      | Italia      | 2        | 2013-2015                       | 58  | 25  | 21 | 12 | 43,10 |          |
| Giuseppe Meazza      | Italia      | 4        | 1946-1948, 1955-1957            | 78  | 35  | 14 | 29 | 44,87 | [ N 14 ] |
| Ferenc Molnár        | Ungheria    | 1        | 1941-1942                       | 6   | 0   | 3  | 3  | 0,00  |          |
| José Mourinho        | Portogallo  | 2        | 2008-2010                       | 108 | 67  | 26 | 15 | 62,03 |          |
| Nino Nutrizio        | Italia      | 1        | 1946-1947                       | 23  | 11  | 4  | 8  | 47,82 | [ N 15 ] |
| Aldo Olivieri        | Italia      | 2        | 1950-1952                       | 76  | 48  | 12 | 16 | 63,15 | [ N 16 ] |
| Corrado Orrico       | Italia      | 1        | 1991-1992                       | 23  | 8   | 11 | 4  | 34,78 |          |
| Frank Pedersen       | Danimarca   | 1        | 1958-1959                       | 14  | 9   | 2  | 3  | 64,28 | [ N 17 ] |
| Giuseppe Peruchetti  | Italia      | 1        | 1940-1941                       | 31  | 14  | 7  | 10 | 45,16 | [ N 18 ] |
| Stefano Pioli        | Italia      | 1        | 2016-2017                       | 27  | 14  | 3  | 10 | 51,85 |          |
| Luigi Radice         | Italia      | 1        | 1983-1984                       | 41  | 16  | 13 | 12 | 39,02 |          |
| Claudio Ranieri      | Italia      | 1        | 2011-2012                       | 35  | 17  | 5  | 13 | 48,57 |          |
| Nino Resegotti       | Italia      | 1        | 1919-1920                       | 23  | 17  | 5  | 1  | 73,91 | [ N 19 ] |
| Paolo Scheidler      | Italia      | 2        | 1924-1926                       | 44  | 22  | 6  | 16 | 50,00 |          |
| Luigi Simoni         | Italia      | 2        | 1997-1999                       | 73  | 45  | 12 | 16 | 61,64 |          |
| Luciano Spalletti    | Italia      | 2        | 2017-2019                       | 90  | 45  | 26 | 19 | 50,00 |          |
| Bob Spottiswood      | Inghilterra | 2        | 1922-1924                       | 44  | 19  | 10 | 15 | 43,18 |          |
| Andrea Stramaccioni  | Italia      | 2        | 2011-2013                       | 65  | 31  | 11 | 23 | 47,69 |          |
| Luis Suárez          | Spagna      | 3        | 1974-1975, 1991-1992, 1995-1996 | 66  | 22  | 24 | 20 | 33,33 | [ N 20 ] |
| Mariano Tansini      | Italia      | 1        | 1949-1950                       | 38  | 21  | 7  | 10 | 55,26 | [ N 21 ] |
| Marco Tardelli       | Italia      | 1        | 2000-2001                       | 41  | 15  | 14 | 12 | 36,58 |          |
| István Tóth          | Ungheria    | 1        | 1931-1932                       | 34  | 15  | 8  | 11 | 44,11 |          |
| Giovanni Trapattoni  | Italia      | 5        | 1986-1991                       | 232 | 124 | 64 | 44 | 53,44 |          |
| Stefano Vecchi       | Italia      | 1        | 2016-2017                       | 5   | 3   | 0  | 2  | 60,00 | [ N 22 ] |
| Corrado Verdelli     | Italia      | 1        | 2003-2004                       | 1   | 0   | 0  | 1  | 0,00  | [ N 23 ] |
| József Viola         | Ungheria    | 1        | 1928-1929                       | 31  | 17  | 3  | 11 | 54,83 |          |
| Árpád Weisz          | Ungheria    | 6        | 1926-1928, 1929-1931, 1932-1934 | 212 | 110 | 47 | 55 | 51,88 |          |
| Alberto Zaccheroni   | Italia      | 1        | 2003-2004                       | 43  | 18  | 13 | 12 | 41,86 |          |
| Italo Zamberletti    | Italia      | 1        | 1940-1941                       | 31  | 14  | 7  | 10 | 45,16 | [ N 24 ] |

## Titoli vinti
Di seguito l'elenco degli allenatori che hanno vinto trofei ufficiali alla guida dell'Inter.
| Nome                             | Campionati italiani | Coppe Italia | Supercoppe italiane | Coppe dei Campioni/Champions League | Coppe UEFA/Europa League | Coppe Intercontinentali | Mondiali per club | Totale |
| -------------------------------- | ------------------- | ------------ | ------------------- | ----------------------------------- | ------------------------ | ----------------------- | ----------------- | ------ |
| Helenio Herrera                  | 3                   |              |                     | 2                                   |                          | 2                       |                   | 7      |
| Roberto Mancini                  | 3                   | 2            | 2                   |                                     |                          |                         |                   | 7      |
| Simone Inzaghi                   | 1                   | 2            | 3                   |                                     |                          |                         |                   | 6      |
| José Mourinho                    | 2                   | 1            | 1                   | 1                                   |                          |                         |                   | 5      |
| Eugenio Bersellini               | 1                   | 2            |                     |                                     |                          |                         |                   | 3      |
| Giovanni Trapattoni              | 1                   |              | 1                   |                                     | 1                        |                         |                   | 3      |
| Tony Cargnelli                   | 1                   | 1            |                     |                                     |                          |                         |                   | 2      |
| Alfredo Foni                     | 2                   |              |                     |                                     |                          |                         |                   | 2      |
| Rafael Benítez                   |                     |              | 1                   |                                     |                          |                         | 1                 | 2      |
| Virgilio Fossati                 | 1                   |              |                     |                                     |                          |                         |                   | 1      |
| Francesco Mauro e Nino Resegotti | 1                   |              |                     |                                     |                          |                         |                   | 1      |
| Árpád Weisz                      | 1                   |              |                     |                                     |                          |                         |                   | 1      |
| Armando Castellazzi              | 1                   |              |                     |                                     |                          |                         |                   | 1      |
| Giovanni Invernizzi              | 1                   |              |                     |                                     |                          |                         |                   | 1      |
| Antonio Conte                    | 1                   |              |                     |                                     |                          |                         |                   | 1      |
| Gianpiero Marini                 |                     |              |                     |                                     | 1                        |                         |                   | 1      |
| Luigi Simoni                     |                     |              |                     |                                     | 1                        |                         |                   | 1      |
| Leonardo                         |                     | 1            |                     |                                     |                          |                         |                   | 1      |

## Record

### Presenze in partite ufficiali
Dati aggiornati al 31 maggio 2025.
| In assoluto 1. Helenio Herrera: 366 2. Roberto Mancini: 303 3. Giovanni Trapattoni: 232 4. Simone Inzaghi: 217 5. Árpád Weisz: 212 6. Eugenio Bersellini: 207 7. Alfredo Foni: 135 8. Virgilio Fossati: 112 9. Héctor Cúper: 110 10. José Mourinho: 108 | In campionati italiani 1. Helenio Herrera: 284 2. Roberto Mancini: 217 3. Árpád Weisz: 198 4. Giovanni Trapattoni: 162 5. Simone Inzaghi: 152 6. Eugenio Bersellini: 150 7. Alfredo Foni: 132 8. Virgilio Fossati: 112 9. Giovanni Invernizzi: 78 Giuseppe Meazza: 78 | In Coppa Italia 1. Roberto Mancini: 37 2. Giovanni Trapattoni: 35 3. Eugenio Bersellini: 33 4. Helenio Herrera: 30 5. Giuseppe Chiappella: 21 6. Ilario Castagner: 16 7. Simone Inzaghi: 15 8. Roy Hodgson: 13 9. Osvaldo Bagnoli: 12 Luis Suárez: 12 |

| In Supercoppa italiana 1. Simone Inzaghi: 6 2. Roberto Mancini: 3 3. José Mourinho: 2 4. Rafael Benítez: 1 Gian Piero Gasperini: 1 Marcello Lippi: 1 Giovanni Trapattoni: 1 | Nelle comp. UEFA per club 1. Roberto Mancini: 46 2. Simone Inzaghi: 44 3. Helenio Herrera: 39 4. Giovanni Trapattoni: 34 5. Héctor Cúper: 32 6. Eugenio Bersellini: 24 7. José Mourinho: 21 8. Antonio Conte: 18 Luigi Simoni: 18 9. Giovanni Invernizzi: 15 | Nelle comp. internazionali * 1. Helenio Herrera: 52 2. Roberto Mancini: 46 3. Simone Inzaghi: 44 4. Giovanni Trapattoni: 34 5. Héctor Cúper: 32 6. Eugenio Bersellini: 24 7. José Mourinho: 21 8. Antonio Conte: 18 Luigi Simoni: 18 9. Giovanni Invernizzi: 15 |

* Sono comprese, oltre alle competizioni UEFA per club (Coppa dei Campioni/Champions League, Coppa delle Coppe, Coppa UEFA/Europa League, Supercoppa UEFA e Coppa Intercontinentale), altre non organizzate dalla UEFA come la Coppa dell'Europa Centrale, la Coppa delle Fiere e la Coppa del mondo per club FIFA.
Fonte:

### Vittorie in partite ufficiali
Dati aggiornati al 23 maggio 2025.
| In assoluto 1. Helenio Herrera: 205 2. Roberto Mancini: 176 3. Simone Inzaghi: 141 4. Giovanni Trapattoni: 124 5. Árpád Weisz: 110 6. Eugenio Bersellini: 91 7. Virgilio Fossati: 69 8. José Mourinho: 67 9. Alfredo Foni: 66 10. Antonio Conte: 64 | In campionati italiani 1. Helenio Herrera: 159 2. Roberto Mancini: 126 3. Árpád Weisz: 105 4. Simone Inzaghi: 101 5. Giovanni Trapattoni: 87 6. Virgilio Fossati: 69 7. Alfredo Foni: 66 8. Eugenio Bersellini: 63 9. Antonio Conte: 52 10. José Mourinho: 49 | In Coppa Italia 1. Roberto Mancini: 25 2. Giovanni Trapattoni: 20 3. Eugenio Bersellini: 18 4. Helenio Herrera: 15 5. Giuseppe Chiappella: 14 6. Ilario Castagner: 10 Simone Inzaghi: 10 7. José Mourinho: 8 8. Armando Castellazzi: 6 Rino Marchesi: 6 Luigi Simoni: 6 |

| In Supercoppa italiana 1. Simone Inzaghi: 5 2. Roberto Mancini: 2 3. Rafael Benítez: 1 Giovanni Trapattoni: 1 | Nelle comp. UEFA per club 1. Simone Inzaghi: 25 2. Helenio Herrera: 24 3. Roberto Mancini: 23 4. Héctor Cúper: 16 Giovanni Trapattoni: 16 5. Luigi Simoni: 13 6. Eugenio Bersellini: 11 7. José Mourinho: 10 8. Ilario Castagner: 9 9. Antonio Conte: 8 Andrea Stramaccioni: 8 | Nelle comp. internazionali * 1. Helenio Herrera: 31 2. Simone Inzaghi: 25 3. Roberto Mancini: 23 4. Héctor Cúper: 16 Giovanni Trapattoni: 16 5. Luigi Simoni: 13 6. Eugenio Bersellini: 11 7. José Mourinho: 10 8. Ilario Castagner: 9 9. Antonio Conte: 8 Andrea Stramaccioni: 8 |

* Sono comprese, oltre alle competizioni UEFA per club (Coppa dei Campioni/Champions League, Coppa delle Coppe, Coppa UEFA/Europa League, Supercoppa UEFA e Coppa Intercontinentale), altre non organizzate dalla UEFA come la Coppa dell'Europa Centrale, la Coppa delle Fiere e la Coppa del mondo per club FIFA.
Fonte:

## Riconoscimenti
Di seguito sono riportati gli allenatori che possono vantare dei riconoscimenti a livello nazionale ed internazionale durante la loro militanza nell'Inter.

### A livello nazionale
| Panchina d'oro * 1. Luigi Simoni: 1997-98 2. Roberto Mancini: 2007-08 3. José Mourinho: 2009-10 4. Antonio Conte: 2020-21 5. Simone Inzaghi: 2023-24 | Oscar del calcio/Gran Galà del calcio AIC ** - Migliore allenatore in assoluto: 1. José Mourinho: 2009, 2010 2. Antonio Conte: 2021 3. Simone Inzaghi: 2024 | Gazzetta Sports Awards *** - Migliore allenatore: 1. Antonio Conte: 2021 |

| Guerin d'oro 1. Eugenio Bersellini: 1980 2. Giovanni Trapattoni: 1989 | Premio Nazionale Enzo Bearzot **** 1. Simone Inzaghi: 2024 | Premi Lega Serie A ***** 1. Simone Inzaghi: 2024 |

| Serie A Coach of the Month 1. Simone Inzaghi: (dicembre 2021) 2. Simone Inzaghi: (ottobre 2023) 3. Simone Inzaghi: (gennaio 2024) 4. Simone Inzaghi: (aprile 2024) 5. Simone Inzaghi: (dicembre 2024) |

** L'Oscar del calcio fu assegnato dall'Associazione Italiana Calciatori (AIC) dal 1997 al 2010. Dall'anno seguente l'AIC riformulò la premiazione ribattezzandola col nome di Gran Galà del calcio, sopprimendo i riconoscimenti individuali al miglior calciatore italiano, miglior calciatore straniero, miglior portiere e miglior difensore, e rimpiazzandoli con un unico premio al miglior undici dell'anno.
*** Trofeo assegnato dalla Gazzetta dello Sport dal 2015.
**** Trofeo assegnato dall'Unione sportiva Acli dal 2011.
***** Riconoscimenti istituiti dalla Lega Nazionale Professionisti Serie A (LNPA) nel 2019 per premiare i migliori giocatori della stagione calcistica italiana. Dal 2022 premia anche l'allenatore.

### A livello internazionale
| FIFA World Coach of the Year * 1. José Mourinho: 2010 | Allenatore dell’anno IFFHS ** 1. José Mourinho: 2010 | World Soccer's World Manager of the Year *** 1. José Mourinho: 2010 |

* Trofeo assegnato dalla Federazione Internazionale del Calcio (FIFA) a partire dal 2010.
** Trofeo assegnato dall'Istituto Internazionale di Storia e Statistiche del Calcio (IFFHS), organizzazione riconosciuta dalla FIFA, dal 1996.
*** Trofeo istituito dalla rivista inglese World Soccer nel 1982.

### Inserimenti in liste secolari
| World Soccer's Greatest Managers of All Time 1. José Mourinho 2. Helenio Herrera 3. Marcello Lippi 4. Giovanni Trapattoni 5. Árpád Weisz 6. Rafael Benítez | ESPN's Top 20 Greatest Managers of All Time 1. Helenio Herrera 2. José Mourinho 3. Giovanni Trapattoni 4. Marcello Lippi |

| France Football's Top 50 des coaches de l'historie 1. Helenio Herrera 2. Giovanni Trapattoni 3. José Mourinho 4. Marcello Lippi 5. Rafael Benítez 6. Mircea Lucescu 7. Antonio Conte | FourFourTwo's 100 Greatest Managers of All-Time 1. Helenio Herrera 2. José Mourinho 3. Marcello Lippi 4. Giovanni Trapattoni 5. Rafael Benítez 6. Mircea Lucescu 7. Claudio Ranieri 8. Antonio Conte 9. Roberto Mancini 10. Roy Hodgson |

| IFFHS All-time ranking of the World's Best Coach (1996–2020) 1. José Mourinho 2. Marcello Lippi 3. Rafael Benitez 4. Giovanni Trapattoni 5. Roberto Mancini 6. Hector Cuper 7. Antonio Conte |

### Hall of Fame
Nel 2000 la Federazione Italiana Giuoco Calcio e la Fondazione Museo del Calcio di Coverciano istituirono per la prima volta una Hall of Fame con l'obiettivo di riconoscere la vita e la carriera di diverse personalità del calcio in Italia. In quell'anno furono riconosciuti tredici personalità in sei categorie diverse, tra le quali cinque allenatori. Tale iniziativa fu riadottata da entrambe le istituzioni dieci anni dopo con la presentazione della Hall of Fame del calcio italiano a Firenze.
- Hall of Fame - I magnifici del calcio italiano (2000):

1. Giovanni Ferrari (postumo)

- Hall of Fame del calcio italiano:

Allenatore:
1. Marcello Lippi (introdotto nel 2011)
2. Giovanni Trapattoni (introdotto nel 2012)
3. Roberto Mancini (introdotto nel 2015)
4. Claudio Ranieri (introdotto nel 2016)
5. Osvaldo Bagnoli (introdotto nel 2017)
6. Antonio Conte (introdotto nel 2021)
7. José Mourinho (introdotto nel 2022)
8. Luciano Spalletti (introdotto nel 2023)

Premio alla memoria:
1. Giovanni Ferrari (introdotto nel 2011)
2. Giuseppe Meazza (introdotto nel 2011)
3. Carlo Carcano (introdotto nel 2014)
4. Helenio Herrera (introdotto nel 2015)
5. Árpád Weisz (introdotto nel 2017)
6. Luigi Radice (introdotto nel 2019)
7. Luigi Simoni (introdotto nel 2021)

### Esplicative
1. ↑  La 1ª giornata, originariamente calendarizzata per il 27 agosto 2011, fu rinviata a causa di uno sciopero indetto dall'Associazione Italiana Calciatori e recuperata il 21 dicembre 2011, tra la 16ª e la 17ª giornata.
2. ↑  Le statistiche potrebbero essere suscettibili di variazioni a seconda delle fonti consultate.
3. ↑  Insieme al direttore tecnico Roy Hodgson.
4. ↑  Da febbraio a giugno del 1949 insieme al direttore tecnico Giulio Cappelli.
5. ↑  Da marzo a giugno del 1959 come consulente al fianco di Frank Pedersen.
6. ↑  Dal 1949 al 1951 come direttore tecnico, al fianco prima di David John Astley, poi di Mariano Tansini e per ultimo di Aldo Olivieri, da aprile a giugno del 1960 come consulente al fianco di Camillo Achilli.
7. ↑  Insieme ad Aldo Olivieri come direttore tecnico.
8. ↑  Dal conteggio sono escluse le statistiche relative al Campionato Alta Italia 1943-1944.
9. ↑  Insieme al direttore tecnico Annibale Frossi.
10. ↑  Giocatore e allenatore contemporaneamente.
11. ↑  Da settembre del 1956 a febbraio del 1957 come direttore tecnico al fianco di Luigi Ferrero.
12. ↑  Dal 1995 al 1997 come direttore tecnico al fianco di Giovanni Ardemagni.
13. ↑  In coppia con Nino Resegotti.
14. ↑  Da gennaio a luglio del 1947 insieme al direttore tecnico Nino Nutrizio.
15. ↑  Da gennaio a luglio del 1947 direttore tecnico al fianco di Giuseppe Meazza.
16. ↑  Dal 1950 al 1951 insieme al direttore tecnico Giulio Cappelli, dal 1951 al 1952 insieme al direttore tecnico Carlo Davies.
17. ↑  Insieme al consulente Aldo Campatelli.
18. ↑  In coppia con Italo Zamberletti.
19. ↑  In coppia con Francesco Mauro.
20. ↑  Allenatore ad interim nel 1995.
21. ↑  Insieme al direttore tecnico Giulio Cappelli.
22. ↑  Allenatore ad interim nel 2016.
23. ↑  Allenatore ad interim nel 2003.
24. ↑  In coppia con Giuseppe Peruchetti.
25. ↑  Ufficialmente come direttore tecnico al fianco di Giovanni Ardemagni.
26. 1 2 3  Allenatore della squadra solo nella prima parte dell'anno.

### Bibliografiche
1. 1 2 3 4   Allenatori, su inter.it. URL consultato il 9 agosto 2017.
2. ↑  Sabatini, L'Inter allenatore per allenatore: 1908 / 1922.
3. ↑   Vito Galasso, 1001 storie e curiosità sulla grande Inter che dovresti conoscere, Newton Compton, 2014, ISBN 9788854143319.
4. ↑   Valerio Clari, Inter nella storia! La Champions è tua, in La Gazzetta dello Sport, 22 maggio 2010. URL consultato il 22 maggio 2010.
5. ↑   Valerio Clari, Inter campione del mondo!, in La Gazzetta dello Sport, 18 dicembre 2010. URL consultato il 18 dicembre 2010.
6. 1 2   Stefano Olivari, Arpad Weisz e la brava gente, in blog.guerinsportivo.it, 15 gennaio 2013. URL consultato l'11 luglio 2013 (archiviato dall'url originale il 20 gennaio 2013).
7. ↑   Tutti gli allenatori della storia nerazzurra, su interfc.it. URL consultato il 30 agosto 2017 (archiviato dall'url originale il 25 marzo 2016).
8. ↑  Premio assegnato dalla rivista Guerin Sportivo dal 1976 al 2000 al miglior allenatore della Serie A.
9. ↑  (EN) History: Individual Honours,  p. 6. URL consultato il 14 gennaio 2011 (archiviato dall'url originale l'11 aprile 2012).
10. ↑  Riconoscimento mensile dato al miglior allenatore del mese della Serie A, a partire dalla stagione 2021-2022.
11. ↑   Sir Alex Ferguson: The greatest manager of them all, su en.espn.co.uk, 13 agosto 2013.
12. ↑   France Football ranks the 50 greatest managers of all-time, su onefootball.com, 18 marzo 2019.
13. ↑   FourFourTwo have ranked the 100 greatest managers of all-time, su givemesport.com, 3 maggio 2020.
14. ↑   IFFHS ALL TIME RANKING OF THE WORLD'S BEST COACH (1996-2020), su iffhs.com, 25 febbraio 2021.
15. ↑   The Hall of Fame. La FIGC inaugura la galleria dei campioni del calcio italiano, su www2.raisport.rai.it, Rai Sport, 17 gennaio 2001. URL consultato il 18 febbraio 2013 (archiviato dall'url originale il 4 marzo 2016).
16. ↑  (EN) Hall of Fame - I magnifici del calcio italiano, su forza_azzurri.homestead.com. URL consultato il 21 gennaio 2013 (archiviato dall'url originale l'11 aprile 2012).
17. ↑   Oggi la consegna dei premi “Hall of Fame” del calcio italiano, su figc.it, 5 novembre 2011. URL consultato il 18 febbraio 2013 (archiviato dall'url originale il 2 dicembre 2011).